# Chiesa di San Marco (Zagabria)
La chiesa di San Marco (in croato crkva sv. Marka) è una chiesa della città vecchia di Zagabria in Croazia.
La chiesa si trova al centro dell'omonima piazza su cui si affacciano anche il palazzo del parlamento croato (Sabor), il palazzo del Governo (Banski Dvori) e il palazzo della Corte Costituzionale.

## Descrizione

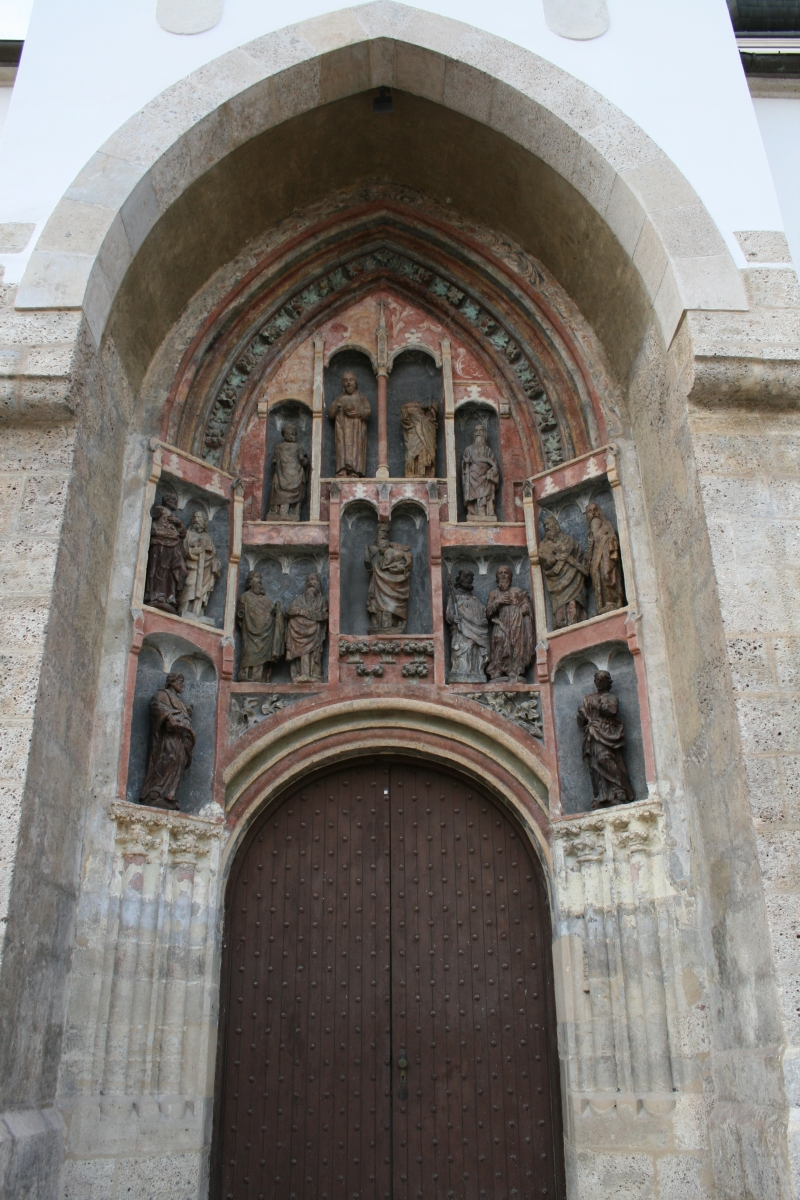
Il portale meridionale della chiesa in stile gotico

Costruita a partire dal XIII secolo in stile romanico, la chiesa è stata parzialmente ricostruita nel XIV in stile tardo-gotico, mentre il campanile attuale è stato ricostruito nel 1502 a seguito di un terremoto. Il caratteristico tetto colorato, raffigurante gli stemmi della Croazia e di Zagabria, è stato realizzato tra il 1876 e il 1882 dall'architetto Hermann Bollé secondo i progetti dell'architetto viennese Friedrich von Schmidt. La parte di maggior pregio artistico della chiesa è data dal portale meridionale in stile gotico, realizzato probabilmente alla fine del XIV secolo da scultori di Praga; l'opera presenta 15 sculture collocate in 11 nicchie che raffigurano Giuseppe e Maria con Gesù bambino (in cima), i Dodici Apostoli (su entrambi i lati), San Marco e il Leone (in basso).
Al suo interno la chiesa, suddivisa in tre navate con volte a vela, conserva alcune opere dello scultore Ivan Meštrović e gli affreschi di Jozo Kljakovic.
Nel piazzale antistante, ogni sabato e domenica da aprile ad ottobre alle ore 12, si celebra la cerimonia del cambio della guardia.

## Galleria d'immagini

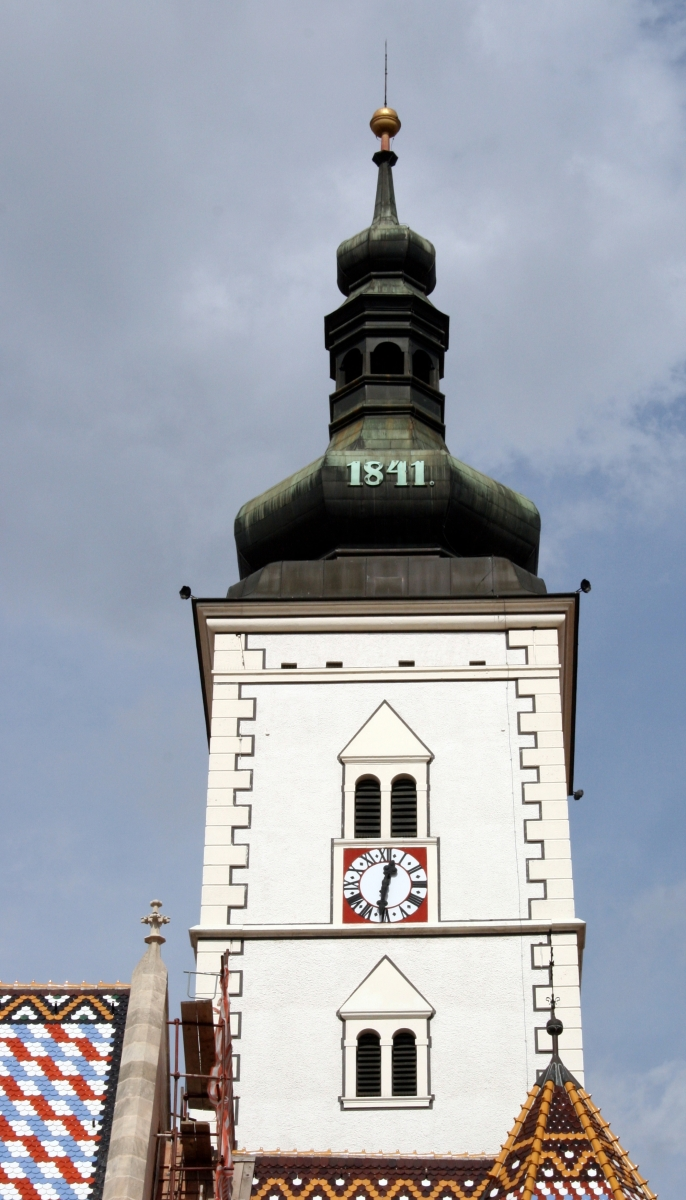
Il campanile
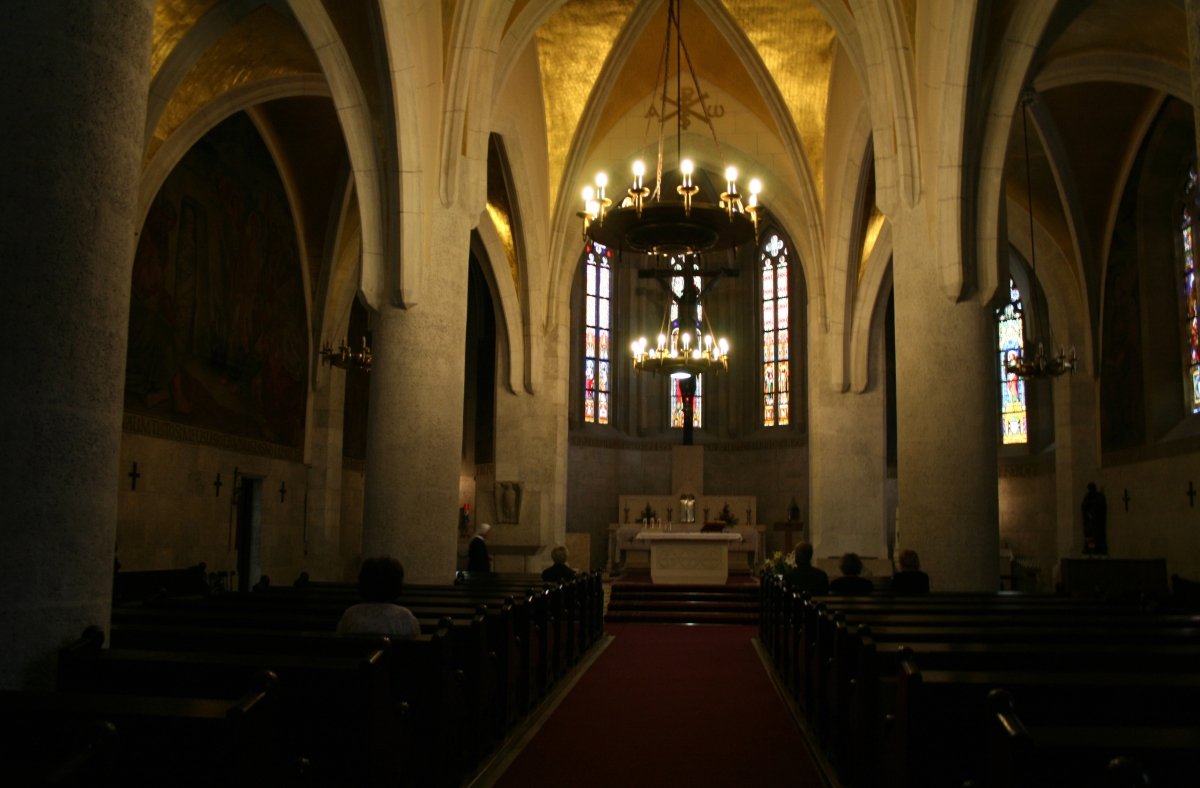
L'interno della chiesa
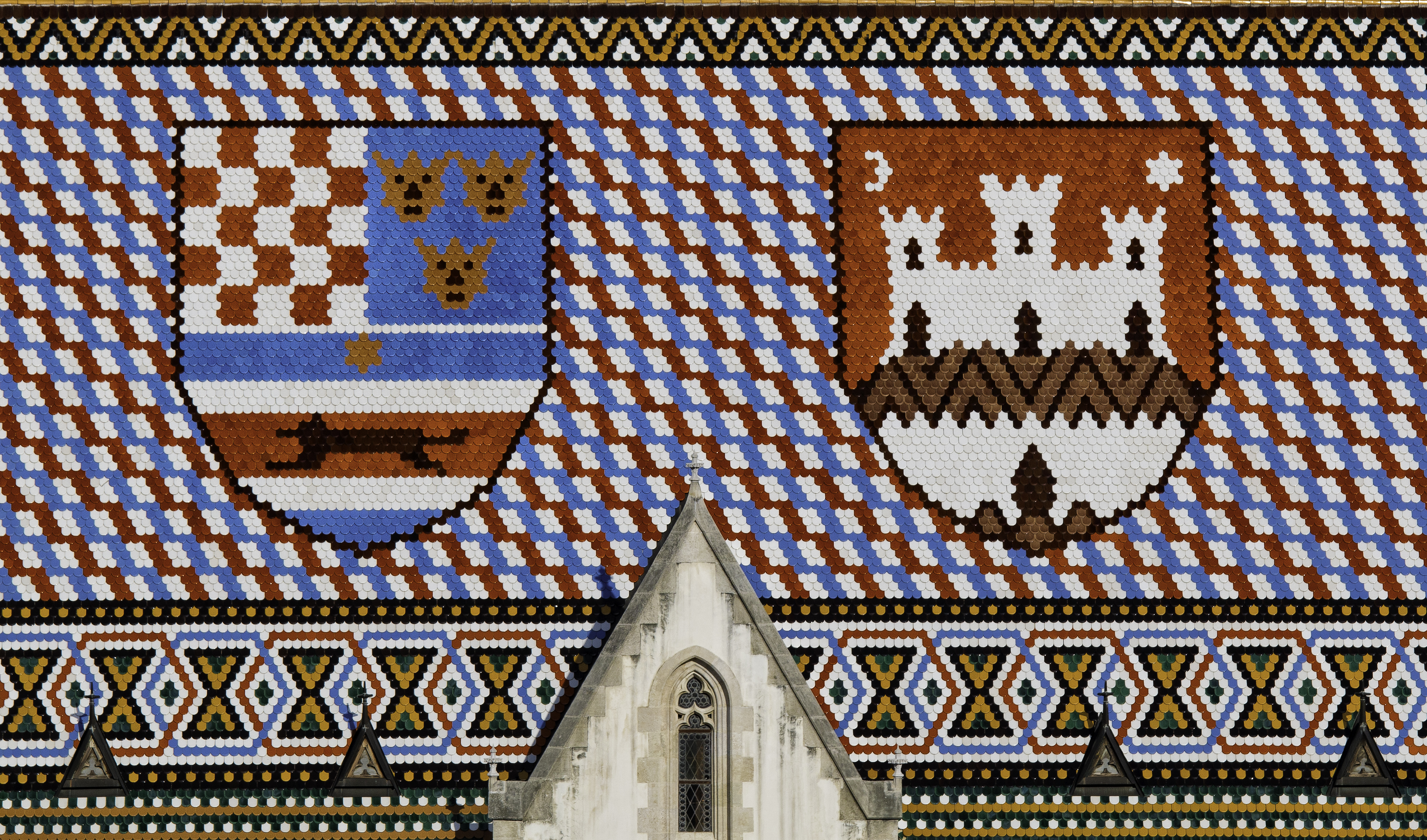
Particolare del tetto